# 丁文琪
丁文琪（英語：Kiki Ting，1984年12月27日—），本名江文琪，台灣女歌手，出生於台灣台北，畢業於景美女中。因背著吉他在路上被經紀公司發掘而成為藝人，並曾短暫加入英皇娛樂，在香港及中國大陸發展。淡出演藝圈後，赴日留學，主修設計相關學系。丈夫為歌手林宥嘉。2023年3月3日於個人FB及IG平台同步轉發她接受美麗佳人 Marie Claire Taiwan專訪中提及最新動向為已簽約經紀公司，與其丈夫成為同事。。其後華研國際音樂也證實此消息，並表示：「華研音樂很開心迎接丁文琪Kiki的加入，在有了女兒後，Kiki期盼除了母親的角色外，能挑戰更多的可能性，成為女兒心中的榜樣。」至於未來的規劃，華研國際回應：「對於未來Kiki沒有太多的限制，也樂意以各種新的面向與大家見面，敬請期待。」。

## 個人生活
- 2016年11月29日，林宥嘉於臉書上預告向丁文琪求婚[3]，隨後發表兩人照片並表示丁答應他的求婚[4][5]。
- 2017年1月7日，林宥嘉所屬經紀公司表示二人已於4日林宥嘉演唱會記者會後的2天內登記結婚，確切時間並無透露[6]。5月9日，與丈夫林宥嘉於日本輕井澤舉辦婚宴，之後將於2017年6月26日在台北舉行婚宴[7]。
- 2018年7月31日，成功產下7.6磅兒子；乳名為酷比。
- 2019年9月26日，林宥嘉出席新代言的周生生飾品活動，現場並播放和他和太太丁文琪合拍的新單曲「少女」MV，映後林宥嘉便向傳媒公佈在拍攝MV時丁文琪已懷有第二胎，並透露寶寶的性別為女生。[8]。
- 2020年3月27日，成功產下女兒。乳名為Pippi。

## 作品

### 音樂專輯
| 發行順序 | 專輯資料                                                                      |
| -------- | ----------------------------------------------------------------------------- |
| 1        | 《我的丁文琪》 - 發行日期：2002年1月1日 - 唱片公司：歌萊美唱片 - 語言：國語   |
| 2        | 《騙子》 - 發行日期：2002年12月25日 - 唱片公司：歌萊美唱片 - 語言：國語       |
| 3        | 《怎麼愛都不夠》 - 發行日期：2004年9月3日 - 唱片公司：歌萊美唱片 - 語言：國語 |

### 音樂單曲
- 2002年 It's My War / 與張誌家合唱
- 2003年 麻辣女孩（動畫《Kim Possible》電視主題曲）/ 中文詞：丁文琪
- 2005年 若沒有你、我們（電視劇《巴黎戀歌》片尾曲、插曲）/ 未實體發行

### 書籍
| 年份           | 書名                        | 出版社 | ISBN               |
| -------------- | --------------------------- | ------ | ------------------ |
| 2003年10月23日 | 我的丁文琪                  | 尖端   | ISBN 9789571028125 |
| 2005年3月16日  | 小畫家用小畫家畫的小畫      |        |                    |
| 2006年4月24日  | 巧手女生：KIKI的手創飾品DIY | 平裝本 | ISBN 9789578035751 |

### 廣告
- 舒跑Light-跑步篇
- 植物の優-每日草本-鞦韆篇

### 電視劇
| 年份   | 播放頻道 | 劇名                | 角色   |
| ------ | -------- | ------------------- | ------ |
| 2004年 | 中視     | 男丁格爾            |        |
| 2004年 | 民視     | 眉飛色舞            | 何曉飛 |
| 2005年 | 華視     | 我只在乎你 (電視劇) | 余純純 |
| 2005年 |          | 巴黎戀歌            |        |

### MV造型
- 2012年 S.H.E —〈那時候的樹〉（收錄於S.H.E《花又開好了》專輯）

### 音樂錄影帶演出
註：不包括参與演唱之歌曲
- 2019年 林宥嘉〈少女〉

## 外部連結
- 丁文琪♪ Kiki Ting キキ・ティン的Facebook專頁
- 丁文琪的Instagram帳戶
- 丁文琪的新浪微博
- 丁文琪在豆瓣上的资料（简体中文）